# Chromonephthea pellucida
Chromonephthea pellucida är en korallart som först beskrevs av Kükenthal 1911.  Chromonephthea pellucida ingår i släktet Chromonephthea och familjen Nephtheidae. Inga underarter finns listade i Catalogue of Life.